# Agustín Miró
Agustin Miro (Amposta, 22 de septiembre de 1922-Amposta, 25 de diciembre de 2012) fue un ciclista profesional español, profesional entre los años 1940 y 1948.
Huérfano desde los 14 años, se trasladó a Barcelona con su hermana y fue allí donde descubrió la bicicleta. Fue profesional entre 1931 y 1943. Sus principales éxitos deportivos fueron una etapa de la Volta a Cataluña y otra en la Vuelta a España al vencer en la etapa que finalizaba en Sevilla.

## Palmarés
1942
- Vencedor de una etapa de la Volta a Cataluña
- Vencedor de una etapa del Gran Premio de la Victoria

1947
- Vencedor de una etapa de la Vuelta a Levante

1948
- Vencedor de una etapa del Gran Premio de Cataluña

1950
- Vencedor de una etapa de la Vuelta a España

### Resultados en la Vuelta a España
- 1942. Abandona
- 1948. 16º de la clasificación general.
- 1950. 17º de la clasificación general. Vencedor de una etapa